# Омар Понсе
Омар Андрес Понсе Манзо (ісп. Omar Andrés Ponce Manzo; 25 січня 1977; Гуаякіль, Еквадор) — еквадорський футбольний арбітр. Арбітр ФІФА з 2009 по 2018 рік.

## Кар'єра
Він обслуговував матчі на різних місцевих рівнях, а також на міжнародних турнірах КОНМЕБОЛ. Одним із його найбільших досягнень стала участь у суддівстві чемпіонату світу U-17 у Мексиці 2011 року та молодіжний чемпіонат Південної Америки 2011 в Аргентині. Після завершення кар'єри став членом Національної комісії арбітрів Федерації футболу Еквадору.